# Plätz Rudolf
Plätz Rudolf (Budapest, 1898. május 19. – Wels, 1945. május 15.) művészetszervező, színházi és irodalmi kritikus, író, költő. Fia Pándi Rudolf György (1936–2011) újságíró, étteremkritikus.

## Életpályája
Plätz Rezső Fülöp (1866–1945) és Klein Fanni (1871–1938) hímzőnő fiaként született. Apai nagyszülei Plätz Zsigmond és Lichtenstein Alojzia, anyai nagyszülei Klein Simon és Handler Leonóra voltak. Kikeresztelkedett zsidó származású családban nőtt fel, édesapja hivatalnok volt. Kereskedelmi Akadémiát végzett, eközben színházi előadásokat látogatott, autogramokat gyűjtött melyek felnőttkori érdeklődését formálták. 
Érettségi után banktisztviselőként a Hazai Bankban helyezkedett el, kis termete miatt az első világháború alatt katonai szolgálatot nem látott el. Több társaságnak, szervezetnek (többek között a szociáldemokrata pártnak) is a tagja volt ebben az időszakban. A Magyarországi Tanácsköztársaság alatt jelentkezett népőrségbe, emiatt annak bukását követően állását elvesztette. Később a Vajna és Bokor könyvkiadó-vállalatnál helyezkedett el. 
1924-ben alapító tagja és haláláig titkára volt a Vajda János Társaságnak. Ezt követően elsősorban a társaság rendezvényeit szervezte, kiadványait szerkesztette, gondozta, több témában maga is előadott és publikált.
1935-ben házasságot kötött Herman Géza és Hirsch Vilma lányával, Magdával. Zsidó származása miatt 1944-ben munkaszolgálatra vitték, a gunskircheni koncentrációs tábor felszabadítását megérte, azonban pár nappal később az elszenvedett nélkülözések következtében elhunyt. Halálának évében nevét Pándira változtatta.

## Társasági tagság
- Fej munkások Országos Szövetsége
- Feministák Egyesülete
- Eötvös Tudományos és Irodalmi Társaság (alelnök)
- Rákosszentmihályi Ifjúsági Kör
- Modern Kör
- Virradás Társadalomtudományi Társaság
- Pénzintézeti Tisztviselők Országos Egyesülete
- Madách Társaság
- Otthon Írók és Újságírók Köre
- Vajda János Társaság (elnök)[8][9]

## Kötetei
- Tíz év a magyar kultúra szolgálatában: 1926–1936: Vajda János Társaság ügyvezető elnökének jelentése a Társaság tízéves munkásságáról; Budapest; Vajda János Társaság, 1937
- Tizennyolc év a magyar közművelődés szolgálatában: ügyvezető elnöki jelentés a Vajda János Társaság tizennyolc éves munkásságáról; Budapest; Vajda János Társaság, 1943